# 德国战争墓地委员会
德国战争墓地委员会（德語：Volksbund Deutsche Kriegsgräberfürsorge）负责欧洲和北非德国战争坟墓的维护和保养。其目标是获取、维护和照料德国战争墓地；照顾近亲；青年和教育工作；以及保存对战争和专制牺牲的记忆。德国联邦国防军前司令沃尔夫冈·施奈德汉于2016年当选为该组织主席，接替社民党政治家马库斯·梅克尔。现任德国总统弗兰克-瓦尔特·施泰因迈尔是该组织的赞助人。